# Jillionaire
Pour les articles homonymes, voir Leacock.
 (septembre 2018).
Si vous disposez d'ouvrages ou d'articles de référence ou si vous connaissez des sites web de qualité traitant du thème abordé ici, merci de compléter l'article en donnant les références utiles à sa vérifiabilité et en les liant à la section « Notes et références ».
Christopher Leacock (né le 3 avril 1978), plus connu sous son nom de scène Jillionaire, est un DJ et producteur trinidadien, ancien membre du groupe Major Lazer (2011–2019). Le 14 mai 2021, il sort le single Ándale ft. Oryane & Mical Teja chez Scorpio Music.